# Bethulia
Bethulia é um gênero de mariposa pertencente à família Crambidae.